# Гер (Морбиан)
Гер (фр. Guer) — коммуна на северо-западе Франции, находится в регионе Бретань, департамент Морбиан, округ Ван, центр кантона Гер. Расположена в 67 км к северо-востоку от Вана и в 45 км к юго-западу от Ренна, в 3 км от национальной автомагистрали N24. Коммуна расположена на окраине знаменитого леса Броселианд, места действия легенд о Круглом Столе короля Артура.
На территории коммуны Гер и нескольких находящихся рядом коммун располагается военный лагерь Коэткидан, включающий знаменитую Особую военную школу Сен-Сир — высшее учебное заведение, занимающееся подготовкой кадров для французского офицерства и жандармерии, и Общевойсковое военное училище (École militaire interarmes).
Население (2019) — 6 091 человек.

## Достопримечательности
- Шато Виль-Уэ XIII—XIX веков, восстановленный после пожара 1947 года.
- Шато Коэтбо XV века.
- Церкви Святого Рауля, Святого Гурваля и Нотр-Дам.
- Трекессон ― средневековый замок на воде.

## Экономика
Структура занятости населения:
- сельское хозяйство — 3,2 %
- промышленность — 21,7 %
- строительство — 1,9 %
- торговля, транспорт и сфера услуг — 26,9 %
- государственные и муниципальные службы — 46,3 %

Уровень безработицы (2018) — 9,0 % (Франция в целом — 13,4 %, департамент Морбиан — 12,1 %). 

Среднегодовой доход на 1 человека, евро (2018) — 21 480 (Франция в целом — 21 730, департамент Морбиан — 21 830).

## Демография
Динамика численности населения, чел.

## Администрация
Пост мэра Гера с 2001 года занимает член партии «Вперёд, Республика!» Жан-Люк Блеэр (Jean-Luc Bléher). На муниципальных выборах 2020 года возглавляемый им правый список был единственным.
| Период | Период | Фамилия        | Партия                                                                           | Примечания                            |
| ------ | ------ | -------------- | -------------------------------------------------------------------------------- | ------------------------------------- |
| 1971   | 1979   | Жозеф Кудре    | Союз за французскую демократию                                                   | член Генерального совета департамента |
| 1979   | 2001   | Кюрваль Коллео | Союз за французскую демократию                                                   | член Генерального совета департамента |
| 2001   |        | Жан-Люк Блеэр  | Союз за французскую демократию Союз демократов и независимых Вперёд, Республика! |                                       |

## Галерея

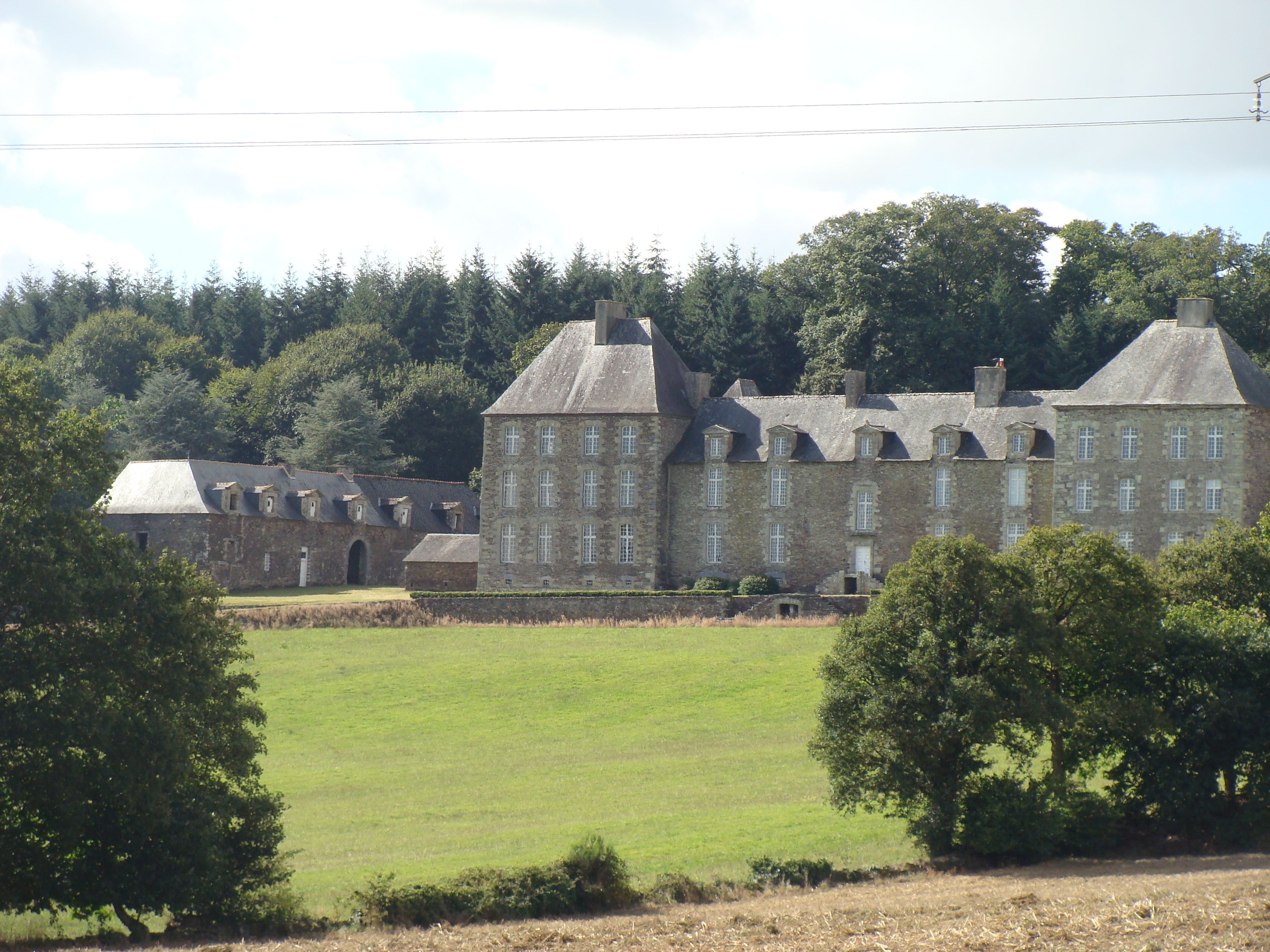
Шато Коэтбо
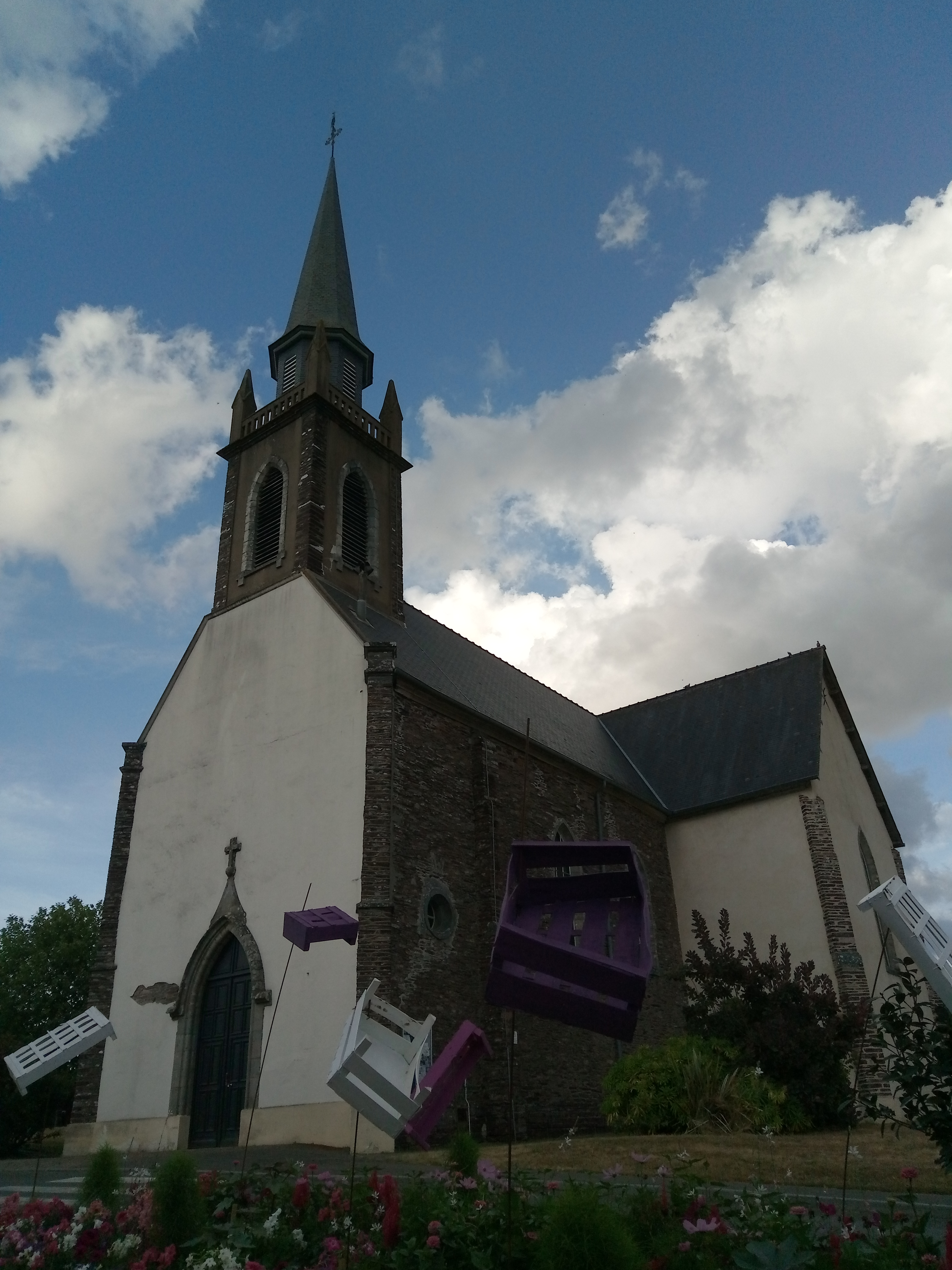
Церковь Святого Рауля